# Formula Baetica

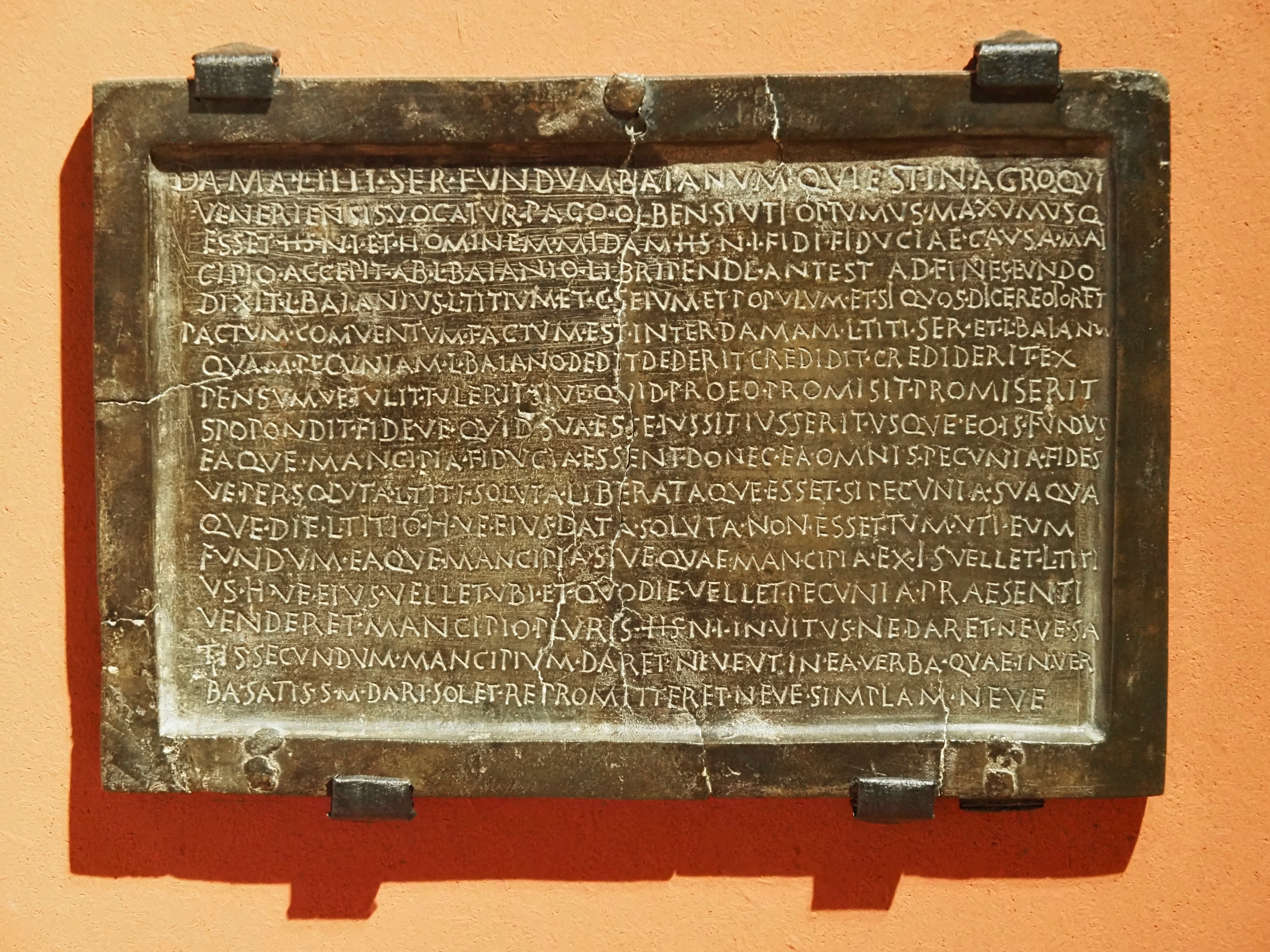
Die Bronze von Bonanza, römische Gesetzestafel (Sanlúcar de Barrameda, Spanien), Madrid, Archäologisches Nationalmuseum

Die Formula Baetica (auch Tabula Baetica, oder Bronze von Bonanza) ist eine lateinische Inschrift auf einer Bronzetafel, die ein Treuhandgeschäft des römischen Rechts bezeugt. Es wird vermutet, dass das epigraphisch wertvolle Dokument der Kautelarpraxis zur Kreditsicherung den erhaltenen Teil eines Diptychons bildet und aus dem 1. oder frühen 2. Jahrhundert stammt. Seit dem Fund im Jahr 1867 im andalusischen Sanlúcar de Barrameda wird sie im Museo Arqueológico Nacional de España in Madrid aufbewahrt.
Die Dokumentation einer mancipatio fiduciaria erlaubt die Rekonstruktion der Sicherungsübereignung (fiducia), eines Kreditgeschäfts zur Besicherung von Waren, im Wege der althergebrachten (rituellen) Mancipation. Die Tafel ist insofern bemerkenswert, als die fiducia, die im modernen Rechtsverkehr durchaus wieder eine gebräuchliche Entsprechung findet, aus der justinianischen Überlieferung verschwunden war, verdrängt seinerzeit durch die Institute des besitzlosen Pfandrechts der hypotheca und des besitzgebundenen Pfandrechts, des pignus.